# 君と出逢ってから
『君と出逢ってから』（きみとであってから）は、1996年4月12日から7月5日までTBS系列「金曜ドラマ」で放送された連続テレビドラマ。放送時間は毎週金曜22:00 - 23:00。

## あらすじ
人を人とも思わない冷血なエリート商社マン、戸川誠二。美大志望で画家になる夢を抱き、コーヒーショップで働く神谷沙知子。本来接点のないはずの二人であったが、誠二が交通事故に巻き込まれたことから運命の歯車が回り始める。重傷により廃人同様となった誠二の挫折、沙知子の兄、健一との衝突など、二人は幾多の困難を乗り越え本当の愛をつかむことができるのか。

## キャスト
- 戸川誠二：本木雅弘

大手商社に勤務するエリートサラリーマンだったが、交通事故に遭遇。再起不能に近い状態になるが、沙知子の介護により、ほぼ元に近い状態に回復。しかし過去に自身のおこなった身勝手な言動が神谷家を崩壊に導いたと知り、沙知子の前から姿を消そうとする。
- 神谷沙知子：鶴田真由

両親の死後、兄の健一と二人暮らしだった。絵画への情熱と美大への進学の為に学費を捻出の他には、やや消極的な面が見られたが、ある出来事をきっかけに重傷を負った戸川の世話を引き受け、次第に変化してゆく。
- 神谷健一：寺脇康文

沙知子の兄。両親は建築関連の事業をしていたが、命運を掛けた工事の最中に取引先の企業が撤退した為、負債を抱え心中。その後、沙知子を育てて来たこともあり、戸川にのめり込む沙知子を心配する。のちに企業の撤退が戸川の差し金だったと判明。廃墟となった建物の前に彼を連れ出し罵倒。しかし数年後、戸川の贖罪と沙知子の本心を知って和解する。
- 上田弘美：井上晴美

沙知子のアルバイト仲間で健一の恋人。のちに健一と結婚し、沙知子の義姉となる。
- 木村真澄：鈴木砂羽

誠二と恋人同士だったが、沙知子の出現で破局。沙知子の父が誠二の勤務先に不利益となっていたと知らせたこともある。
- 池田義人：大浦龍宇一

とあるきっかけで沙知子と知り合う。
- 富岡店長：遠山俊也

ドトールの雇われ店長で沙知子の上司。のちに独立し、由美と結婚した。
- 山下和男：東根作寿英

誠二の後輩。
- 細川由美：麻生久美子

沙知子、弘美のアルバイト仲間。
- 日比野医師：須永慶

誠二が怪我をした際の主治医。当初は「回復が見込めない」と絶望的な診断を下していた。
- 松本麗子：渡辺葉子

誠二の婚約者だと名乗る女性。
- 常務：庄司永建

- 白木貴子：野際陽子【特別出演】

誠二の母親。
- 白井功：西岡徳馬

誠二の上司。怪我が安定し仮出社して来た誠二にパスワードを思い出せと命じる。
- 梶原学：段田安則

誠二のリハビリ担当の先生。退院後も誠二や沙知子達の世話を焼く。
など

## スタッフ
- 脚本：吉田紀子、林誠人(第8話)
- 音楽：REMEDIOS
- プロデュース：塩川和則、伊佐野英樹
- 演出：福澤克雄、吉田秋生、伊佐野英樹

## その他
- 主題歌：大浦龍宇一『夏の午後』
- タイトルバック・ロケ－屏風ヶ浦（千葉県銚子市）
- 撮影協力「ドトールコーヒー」（実名で劇中に登場）

## サブタイトル
| 各話   | 放送日        | サブタイトル       | 演出       |
| ------ | ------------- | ------------------ | ---------- |
| 第1話  | 1996年4月12日 | 冷徹な男           | 福澤克雄   |
| 第2話  | 1996年4月19日 | 目覚め             | 福澤克雄   |
| 第3話  | 1996年4月26日 | 婚約者             | 吉田秋生   |
| 第4話  | 1996年5月3日  | 希望               | 吉田秋生   |
| 第5話  | 1996年5月10日 | 過去の疑惑         | 福澤克雄   |
| 第6話  | 1996年5月17日 | あなたの中の他人   | 伊佐野英樹 |
| 第7話  | 1996年5月24日 | 蘇る記憶           | 吉田秋生   |
| 第8話  | 1996年5月31日 | さよなら           | 吉田秋生   |
| 第9話  | 1996年6月7日  | 母からの絶縁状     | 福澤克雄   |
| 第10話 | 1996年6月14日 | 最後の選択         | 福澤克雄   |
| 第11話 | 1996年6月21日 | 残酷な再会         | 伊佐野英樹 |
| 第12話 | 1996年6月28日 | 悲劇の夜           | 吉田秋生   |
| 第13話 | 1996年7月5日  | 生まれ変われるなら | 福澤克雄   |